# Чарторыйский, Константин Адам
Князь Константин Адам Чарторыйский (28 октября 1773, Варшава — 23 апреля 1860, Вена) — польский магнат из княжеского рода Чарторыйских, полковник войск Варшавского герцогства (1809), бригадный генерал Царства Польского (1815), генерал-адъютант императора Александра I (1815).

## Биография
Младший (второй) сын князя-магната Адама Казимира Чарторыйского (1734—1823) и Изабеллы Флемминг (1746—1835), дочери подскарбия великого литовского и воеводы поморского, графа Яна Ежи Флемминга, и княжны Антонины Чарторыйской.
В своих записках скандально известный ловелас герцог де Лозен называет Константина плодом своей любовной связи с княгиней Изабеллой Чарторыйской. Генетическое обследование ныне живущего князя Чарторыйского (из числа потомков Константина) показало, что он и в самом деле принадлежит к западноевропейской гаплогруппе R1b1, а не к североевропейской n1c1, как все прочие Гедиминовичи.
Вместе со своим старшим братом, Адамом-Юрием, Константин путешествовал за границей для довершения образования. В 1795 году оба брата должны были отправиться в Санкт-Петербург; младший, по вступлении на престол императора Павла Петровича, назначен был бригадным генералом и адъютантом при великом князе Константине Павловиче.
Когда в 1798 году Адам-Юрий Чарторыйский отправился русским послом к сардинскому двору, а Константину-Адаму разрешено было возвратиться в имение Пулавы к родителям. В 1809 году, во время войны Наполеона с Австрией, он сформировал на свой счет полк и сражался с австрийцами, как генерал Варшавского великого герцогства.
В 1812 году он принимал участие со своим полком в русской кампании Наполеона и отличился при взятии Смоленска. Тяжело раненый под Можайском, он оставил ряды войска.
После образования Царства Польского был назначен генерал-адъютантом императора Александра I Павловича. С 1830 года до самой смерти жил частным человеком в Вене.

## Семья и дети

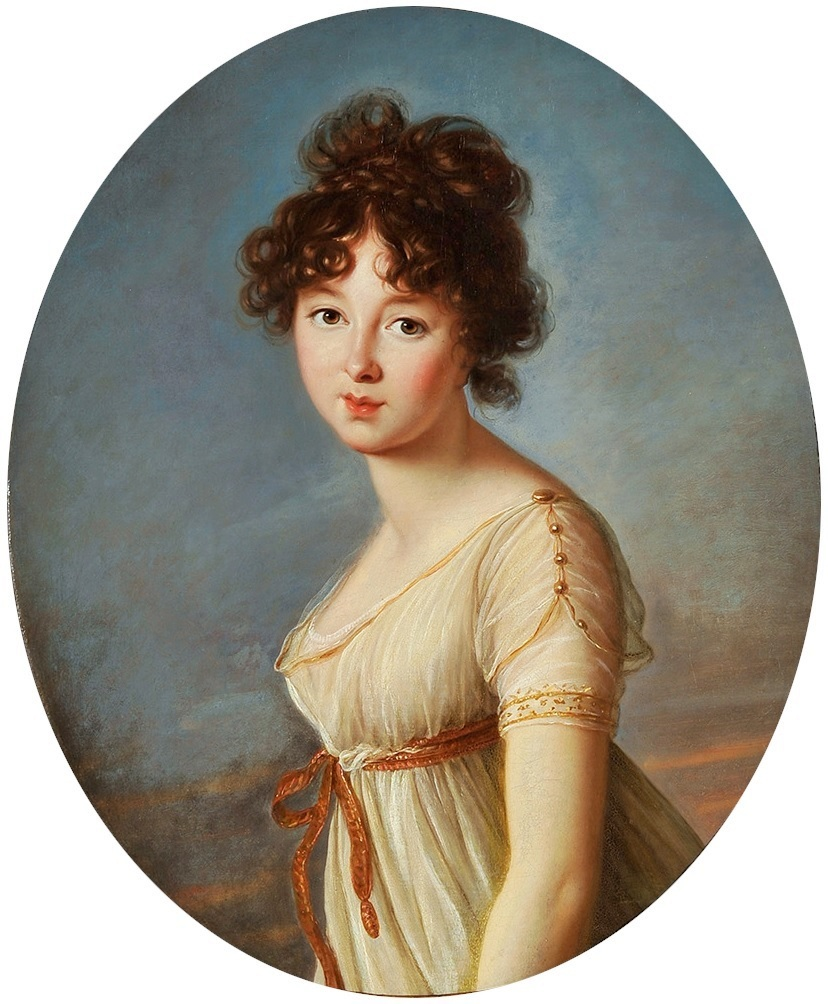
Жена Аниела Радзивилл на портрете Виже-Лебрён (1802)

20 июля 1802 года в Неборове первым браком женился на княжне Аниеле Радзивилл (1781—1808), дочери ордината клецкого и последнего воеводы виленского Михаила Иеронима Радзивилла (1744—1831) и Елены Пшездецкой (1753—1821). У них родился единственный сын:
- Адам Константин Чарторыйский (24 апреля 1804 — 19 декабря 1880)

20 марта 1810 года в Вене вторично женился на Марии Дзержановской (1790—1842), от брака с которой у него было четверо детей:
- Александр Ромуальд Чарторыйский (7 февраля 1811 — 9 июля 1886)
- Мария Сюзанна Цецилия Чарторыйская (11 августа 1817—1868), муж с 1839 года граф Ахиллес де ля Рош-Пушен
- Константин Мариан Чарторыйский (9 апреля 1822 — 31 октября 1891)
- Ежи Константин Чарторыйский (24 апреля 1828 — 23 декабря 1912)